# Galvanoplastik
Galvanoplastiken sind Plastiken aus Metall, die nicht durch Guss, sondern Galvanisieren eines in der späteren Plastik entweder verbleibenden oder nach Galvanisation entfernten Modells hergestellt werden. Sie sind wegen ihrer geringen Wanddicke vergleichsweise leicht, aber dennoch stabil. Das Schaffen solcher Plastiken kann künstlerische Freiheiten bieten; wesentlich häufiger sind Galvanoplastiken jedoch Reproduktionen eines Kunstwerks oder einer sonstigen Vorlage.

## Herstellung

### Prinzip
Grundsätzlich lassen sich zwei Arten der Herstellung unterscheiden: Die Hohl- und die Kerngalvanoplastik. Der wesentliche Unterschied besteht darin, dass die Hohlgalvanoplastik ausschließlich aus einer etwas dickeren (Kupfer-)Hülle besteht. Eine Künstlersignatur würde bei ihr leicht erhaben hervortreten. Bei der Kerngalvanoplastik würde eine solche dagegen direkt in die Positivform hineingeschnitten, so dass sie nach der Galvanisierung leicht unter dem Oberflächenniveau liegt.

### Hohlgalvanoplastik
Zur Herstellung einer Hohlgalvanoplastik wird entweder eine Negativform des Modells hergestellt, an deren Innenseite sich das Kupfer anlagern kann. Oder eine Positivform, z. B. aus Wachs, Schaumkunststoff o. a., wird von außen mit Kupfer beschichtet und anschließend aus dem Inneren des fertigen Werkes entfernt.
Bei Plastiken in Lebensgröße oder darüber hinaus beträgt die Stärke der aufgalvanisierten Schicht und damit die Wanddicke meist zwischen 4 und 8 mm.
Das Herauslösen des Modells kann bei Kunststoffen z. B. mit Aceton geschehen oder durch Ausschmelzen bei Wachsformen.

### Kerngalvanoplastik
Bei der Kerngalvanoplastik wird das Modell (annähernd) in der Größe der fertigen Plastik, also als Positivform, angefertigt. Das Modell besteht meistens aus Gips, der zur besseren Stabilität mit Eisenarmierungen versehen werden kann. Leitfähig gemacht, lagert sich im Galvanobad eine dünne Schicht von 0,3–3 mm aus reinem Kupfer an, die den Gips umschließt. Das Modell verbleibt im Inneren der Plastik.

### Galvanisierungsverfahren
Zuerst wird die gewünschte Form aus einem dafür geeigneten Material modelliert. Anschließend wird die Oberfläche mit Silberleitlack, Graphit- oder Graphit-Eisen-Leitspray oder -pulver oberflächlich leitfähig gemacht. Wichtig dabei ist, dass mindestens eine Stelle nicht beschichtet wurde. Die Positivform wird nun mit leitenden Drähten in ein galvanisches Bad gehängt bzw. das Elektrolyt wird in die Negativform gegossen.
Das in dem Bad gelöste Metall schlägt sich unter Stromfluss auf der leitend gemachten Formoberfläche nieder, da diese als Kathode wirkt, die Elektronen abgibt. So entsteht eine Metallschicht. Je nach Bedarf wird zunächst eine ausreichend starke Tragschicht aus Kupfer aufgetragen, welche anschließend mit korrosionsfesteren und dekorativen Deckschichten, z. B. Nickel, Silber oder Gold überzogen wird. Wurden – gezielt oder versehentlich – Stellen der Oberfläche nicht leitfähig gemacht, so weist die Plastik später an diesen Stellen Löcher auf. Am Ende wird die Galvanoplastik noch vorsichtig gereinigt, poliert und gegebenenfalls nachbearbeitet.

## Geschichte

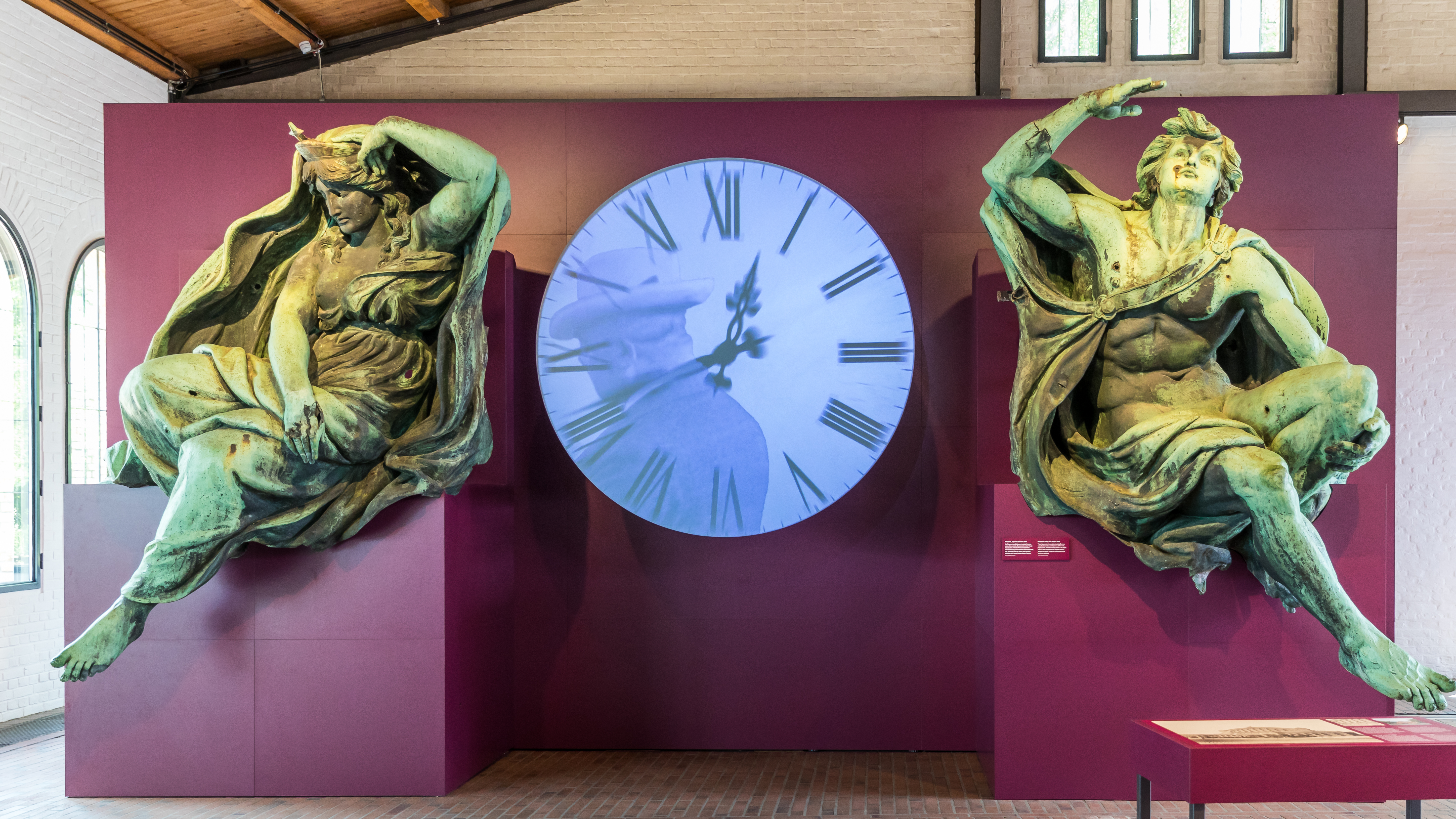
„Tag“ und „Nacht“ von Ludwig Brunow (1880)

Grundlage aller galvanoplastischen Herstellung war die Forschung des Anatomieprofessors Luigi Galvani, der Ende des 18. Jahrhunderts Entdeckungen über Kontakte zwischen Kupfer und Eisen machte. Damit ermöglichte er die Elektroplattierung. Dabei handelt es sich um eine frühe Art der Galvanik, die es gestattete, leitende Metalle mit z. B. Gold oder Silber zu beschichten. In Italien wurde das von Luigi Valentino Brugnatelli weiterentwickelt. Schon ab 1836 wurde in der Silberwarenfabrik Elkington & Co. in England Tischgeschirr galvanisch vergoldet, d. h. elektroplattiert. 1837 erfand Moritz Hermann von Jacobi das Verfahren, mit dem man dank einer elektrisch leitfähigen Graphitschicht nichtleitende Materialien wie Holz oder Gips galvanisch verkupfern kann. Mit der von Werner von Siemens 1867 entwickelten Dynamomaschine konnte schließlich erstmals genügend Strom produziert werden, um die Galvanotechnik auch industriell anzuwenden. Um auch große Objekte galvanoplastisch herzustellen, entwickelte später vor allem Rudolf Christian Böttger in Frankfurt am Main eine verbesserte Methode.
Die 1880 für den Anhalter Bahnhof bei Fa. Riedinger in Augsburg in Kupfer-Galvano gefertigten monumentalen Skulpturen „Tag“ und „Nacht“ von Bildhauer Ludwig Brunow waren seinerzeit die größten ihrer Art.

## Kunsthandwerk

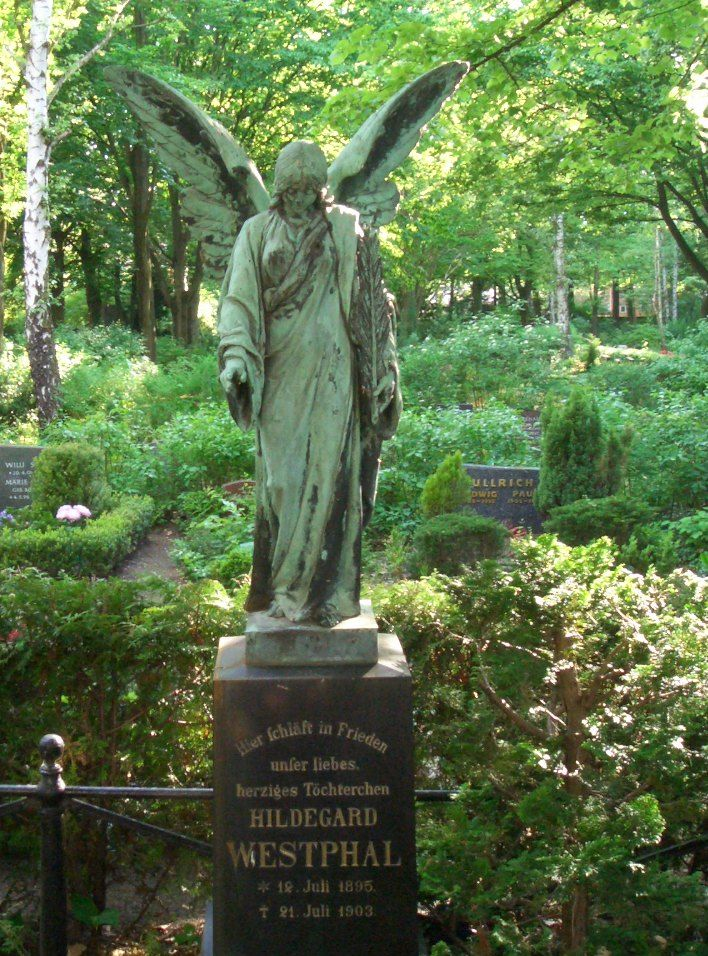
Deutschlandweit verbreitete Galvanoplastik nach einem Modell von Adolf Lehnert, um 1903 (unsigniert)

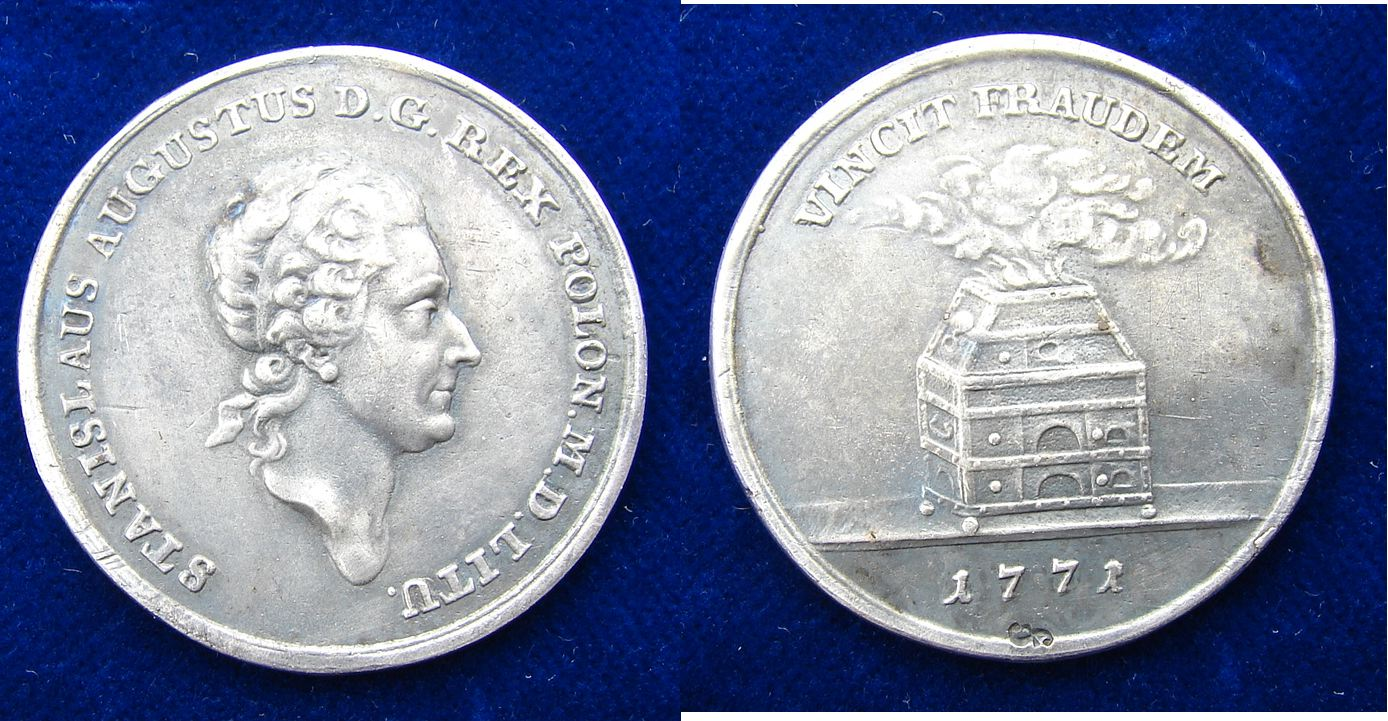
Stanislaus August auf der polnischen Halbtaler-Münze: eine sehr seltene Probeprägung von 1771. Galvanoplastik.

Schon kurz nach Entwicklung des Verfahrens wurde es für die Zwecke des Kunstgewerbes nutzbar gemacht. Zunächst wurden allerdings nur kleine Gegenstände, zum Beispiel auch Blumen, Schmetterlinge und andere Spielereien, galvanisiert. Schon 1853 ließ sich Kaiser Napoleon III. galvanisch überzogene Messer herstellen.
Ab 1890 hatte eine Tochterfabrik der WMF die Technik des Galvanisierens perfektioniert. Zu Beginn, also von 1890 bis 1902, stellte die Galvanoplastische Abteilung der WMF vor allem kleine Statuetten oder Wandmedaillons her. Dabei handelte es sich hauptsächlich um maximal ein Meter hohe Kopien antiker Statuen oder eigens gefertigter Modelle, die als Zimmerschmuck, aber auch zur Ausstattung von Kirchen dienten und dafür in kirchlichen Veröffentlichungen als preisgünstige Bildwerke in künstlerischer Ausführung angepriesen wurden. Beispiele für 1891/92 sind nachweisbar in der evangelischen Sebastianskirche Schwabbach und in der evangelischen Stadtkirche Geislingen. Ab 1902 wurden dann überwiegend Grabfiguren hergestellt, insbesondere Engel, aber auch Christusfiguren u. a. Sie sehen attraktiv und kostbar aus, sind jedoch für einen Bruchteil des Preises einer Steinskulptur oder Bronzeplastik zu erwerben. In der deutschen Silberwarenindustrie wurde die Galvanoplastik seit den 1870er Jahren angewendet, um Künstlermodelle für Ehrengeschenke oder Tafelaufsätze in Silber umzusetzen. Weiterhin eignen sich Galvanoplastiken zur Herstellung originalgetreuer Kopien archäologischen Metallfunde wie Münzen, Schmuck und metallenes Tafelgeschirr. Auch viele Kunstgewerbemuseen erwarben in der zweiten Hälfte des 19. Jahrhunderts neben Gipsabgüssen auch Galvanoplastiken für didaktische Sammlungen. Jedoch auch im Münzhandel befinden sich Galvanos, zum Beispiel des seltenen Talers der Alleinprägungen Johann Friedrichs II. von Sachsen. Das sind Kopien, die auf galvanischem Weg hergestellt wurden.
Im Jahre 1948 wurde von der WMF der heutige Tübinger Neptunbrunnen als Galvanoplastik hergestellt.

## Technik
In der Technik werden extrem dickwandige Galvanoplastiken beim Formenbau für das Spritzgießen von Kunststoffen verwendet. Häufig bestehen diese Galvanoplastiken aus einer Nickel-Cobalt-Legierung hoher Festigkeit, die aus einer Lösung ihrer Sulfate abgeschieden wird. Falls die Urform elektrisch nicht leitfähig ist, wird sie durch Sputtern oder durch Aufdampfen von Metall im Hochvakuum leitfähig gemacht.
In der Mikrosystemtechnik wird unter anderem die Lithografisch-galvanische Abformung (LIGA) verwendet, die die hohe Genauigkeit der Galvanoplastik nutzt.
Mittels galvanoplastischem Abformen von Modellen werden z. B. ledergenarbte Formen (von mit echtem Leder belederten Urmodellen) für die Herstellung einer Slush-Haut hergestellt.
Weitere technische Anwendungen der Galvanoplastik sind z. B. der Bau von Hohlleitern in der Hochfrequenztechnik (überwiegend aus Kupfer) oder die Herstellung von Pressmatrizen für Schallplatten oder CDs (aus Nickel).

## Belege
1. ↑  Ludwig Darmstaedter (Hrsg.): Handbuch zur Geschichte der Naturwissenschaften und der Technik In chronologischer Darstellung, 2. Auflage, Springer-Verlag Berlin 1908, S. 427 online
2. ↑  Johannes Merz: Der gute Hirte; Redaktionsartikel Christliches Kunstblatt; Jg. 1894 Heft 3, Stuttgart 1894, S. 34–37.
3. ↑  Eva Heer: Auf einer Bühne verstaubt. Schau im Kunstkabinett zeigt Stücke aus den Galvanoplastischen Betrieben; in: Südwest Presse/Neue Württembergische Zeitung, Artikel vom 8. Februar 2014, Göppingen/Ulm 2014 - siehe swp.de (Memento vom 19. Juli 2020 im Internet Archive), abgerufen am 15. Juli 2020.
4. ↑  Alfred Löhr: Galvanotechnologie in der Bremer Silberwarenindustrie. In: Bremen wird hell. 100 Jahre Leben und Arbeiten mit Elektrizität. Bremen 1993, S. 266–273.